# Mario & Luigi: Dream Team
Mario & Luigi: Dream Team is de vierde game in de Mario & Luigi-serie. In Europa wordt de game Dream Team Bros. genoemd. Op 12 juli 2013 kwam het spel uit voor de Nintendo 3DS.
De game was een van de vele games met een Luigi-thema die werden uitgebracht tijdens Nintendo's Year of Luigi van maart 2013 tot maart 2014, om het 30-jarige bestaan van Luigi te vieren. Daarom heeft het personage ook een veel grotere rol in dit spel dan voorheen. Het was de eerste game uit de reeks die op de 3DS werd uitgegeven. Het was ook de eerste Mario & Luigi-game die in het Nederlands speelbaar is.

## Verhaal
Mario, Luigi, Prinses Peach, Starlow, Toadsworth en een aantal Toads worden uitgenodigd naar het zogeheette Sluimereiland (of Pi'illo Island in de Engelse versie) door de eigenaar van het eiland, Dr. Snoozemore. Na een nachtmerrie van Luigi gaat het gezelschap door een aantal tests die de besturing van de game uitleggen. Eenmaal gearriveerd in het Sluimerslot ontdekken Peach en Toadsworth per ongeluk oude ruïnes, en Mario en Luigi redden hen van een aanval. Luigi vindt een kussenachtig object en valt in een kamer van het museum in slaap, waardoor een portaal naar de Droomwereld opent. Peach wordt meteen door een duister figuur ontvoerd.
Mario springt in de Droomwereld en maakt kennis met Droom-Luigi, het droombeeld van Luigi die later allerlei krachten zal krijgen. Het kussen blijkt een Sluimer genaamd Prins Dreambert te zijn nadat Mario zijn ziel uit een nachtmerriekristal bevrijdt. Ondertussen wordt door Starlow per ongeluk ontdekt dat hij dingen in de Droomwereld kan laten gebeuren door acties te doen zoals aan de snor van Luigi trekken.
Dreambert helpt de broers om Eldream te vinden, die de broers naar Dromendiep (waar Peach naar gebracht werd) helpt. Bowser is ondertussen ook op het eiland en springt in het droomportaal van Luigi om Peach te achtervolgen omdat hij vindt dat hij de enige is die haar mag ontvoeren. Het duistere figuur blijkt de vleermuiskoning Antasma te zijn, die met Bowser werkt om de wensvervullende Droomsteen te vinden.
In de Doezelduinen vinden Mario en Luigi de ziel van de Droomsteen en wordt Luigi veranderd in een reus om tegen de boze Droomsteen te vechten. Bowser en Antasma stelen de steen en beklimmen de Pyjamapiek om daar voor het hele eiland een slaapliedje te spelen. Daarmee wordt de droomsteen opgeladen. De broers kunnen dit ook niet voorkomen en Bowser wenst een nieuw kasteel met de Droomsteen.
Om in het nieuwe kasteel van Bowser te komen moeten de broers het Droombed bouwen om de krachtige Snurkvogel op te roepen. Nadat ze dit gelukt is gaan ze naar Bowsers Nieuwe Kasteel om Bowser en Antasma te verslaan. Na Kamek te verslaan moet Luigi de droom van Bowser in, waarin ze allebei reusachtig worden en tegen elkaar vechten. Dit laatste reuzengevecht is de eerste keer dat Luigi niet bang is om het gevecht aan te gaan.
Verder omhoog verraadt Bowser Antasma en steelt de Droomsteen om hem zelf te gebruiken. Met hulp van Dreamy Luigi en Dreambert verslaat Mario Antasma voorgoed. Eenmaal bij Bowser aangekomen vernietigen Peach en Starlow de Droomsteen, maar Bowser gebruikt zijn inhaleervaardigheid om de kracht op te zuigen en verandert in Droom-Bowser. Na hem te verslagen hebben de broers gewonnen, en de Snurkvogel verandert de Droomsteen in de Droommunt: hij vindt dat iedereen moet betalen voor zijn wensen.

## Ontvangst
Dream Team kreeg positieve recensies voor de gameplay, humor en soundtrack, maar er was kritiek op de overvloed aan tutorials en enkele problemen met het tempo.
| Recensiescore              | Recensiescore |
| Recensieverzamelaar        | Score         |
| -------------------------- | ------------- |
| GameRankings               | 80,65%        |
| Metacritic                 | 81/100        |
| Publicist                  | Score         |
| Eurogamer                  | 7/10          |
| Game Informer              | 8,5/10        |
| GameSpot                   | 8/10          |
| GamesRadar+                | [ 6 ]         |
| IGN                        | 8/10          |
| Joystiq                    | [ 8 ]         |
| XGN                        | 8,5/10        |
| Edge                       | 7/10          |
| Famitsu                    | 38/40         |
| Nintendo Life              | [ 12 ]        |
| Nintendo World Life Report | 8/10          |
| ONM                        | 92%           |

Dream Team werd 2.000.000 keer verkocht op 31 december 2013.